# Лимбо (танц)
„Лимбо“ е популярна игра за деца и възрастни, базирана на традициите, които произхождат от Тринидад. Целта е да преминете напред под ниска греда, без да я съборите или да паднете.
Танцът възниква като събитие, което се провежда по време на церемония преди погребение в Тринидад. Популяризиран е през 50-те години на миналия век от танцовия пионер Джулия Едуардс (известна като Първата дама на Лимбо) и нейната компания, която се появява в няколко филма, по-специално Fire Down Below (1957), и обикаля широко в Карибите, Европа, Северна Америка, Южна Америка, Азия и Африка през 60-те и по-късно.

## Правила
Хоризонтална греда (пръчка, лента или др.) или лента, се поддържа от две вертикални греди. Всички състезатели трябва да се опитат да минат под гредата, извити назад, с гръб към пода. Никоя част от тялото им не може да докосва гредата и никоя друга част освен краката им не може да докосва земята. Те не трябва да обръщат глава или шия настрани. Който събори гредата или падне, отпада от играта. След като всички преминат под гредата по този начин, гредата се спуска леко и състезанието продължава. Състезанието приключва, когато само един човек може да мине под гредата.

## Световни рекорди
Световният рекорд за най-ниска игра на лимбо се държи от Денис Уолстън, който успешно минава под 15 см прът през март 1991 г.
Световният рекорд за най-ниска игра на лимбо от жена се държи от Шемика Чарлз, на 26 години, от Тринидад, която живее в Бъфало, Ню Йорк. На 16 септември 2010 г. тя успешно играе под греда на височина 22 см над земята.